# Потапенко, Александр Иванович
Александр Иванович Потапенко (1 марта 1922, село Петровское, Ставропольская губерния, РСФСР — 28 августа 2010) — советский и российский виноградарь, учёный в области селекции винограда, автор работ по истории виноградарства, художник, писатель.

## Общая информация
А. И. Потапенко совершил значимый вклад в окультуривание амурского винограда (Vitis amurensis Rupr.), а также в развитие исследований по истории виноградарства и виноделия. Среди его известных сортов окультуренного амурского винограда выделяют Амурский Потапенко-7, Амурский Триумф. Одной из целей А. И. Потапенко было сделать северные территории России виноградными, почва для чего была создана с помощью выведения новых сортов и работе его последователей.
Является одним из немногих, кто смог зафиксировать разные аспекты почвы, видов и состава Цимлянских виноградников, затопленных вследствие строительства водохранилища. Был главным основателем Музея истории виноградарства и виноделия Дона при ВНИИВиВ им. Я. И. Потапенко, а также коллекционером, составившим большую часть экспонатов музея.
Тур Хейердал был близким другом А. И. Потапенко, состоял с ним и его близкими в длительной переписке. Потапенко общался с Львом Гумилевым, который лестно отзывался о его исторической работе «Старожил земли русской». Помимо селекции и истории А. И. Потапенко был художником; живя в Новочеркасске дружил с художником Н. В. Овечкиным, написавшим ряд портретов Потапенко.

## Резонансные ситуации
Работа с Амурской лозой для А. Потапенко началась еще в раннем детстве, когда он уже в 12-летнем возрасте участвовал в процедурах гибридизации. Так или иначе, ввиду раннего возраста и ранней болезни малярией в семье Потапенко все карьерные атрибуты отражались в процессе становления Я.И. Потапенко, старшего брата, которые также крайне успешно занимался гибридизацией. Позже А.И. Потапенко, будучи призванным на службу в рамках Второй мировой войны, продолжал удаленную работу над гибридизацией, однако как ранние, так и гибриды периода Второй мировой войны не имеют явного упоминания А.И. Потапенко как соавтора. По общей договоренности все результаты работы по гибридизации (независимо от того, был их автором Я.И. Потапенко или нет) записывались на имя Я.И. Потапенко.
Старший брат А. Потапенко, Я. Потапенко претерпевал сильное давление со стороны вышестоящих органов по причине утаивания происхождения из кулаков, из-за чего полноценное и официальное присутствие А. Потапенко в одном и том же институте было недопустимым: как по причине закона о запрете работы в одном учреждении с родственниками, так и по причине уже существующего нежелательного внимания.
После смерти Я. Потапенко (на позиции директора ВНИИВиВ) А. Потапенко со скандалом уволился, так как не желал подчиняться требованию вписывания фамилий руководства, не участвовавших в разработках, в соавторы гибридных сортов его авторства. В результате руководство института и, в частности, Б.А. Музыченко (писавшем энциклопедию виноградарства), директора ВНИИВиВ, приняло решение о дискредитации и намеренном неупоминание А. Потапенко. Это коснулось не только научной-исследовательской работы, но и работы созданного им в институте музея.

## Семья
- Отец — Потапенко, Иван Павлович (1885—?), селекционер винограда.
- Мать — Потапенко (Зосименко), Евдокия Борисовна (?—?).
  - Брат — Потапенко, Яков Иванович (1904—1975), селекционер винограда.
  - Брат — Потапенко, Георгий Иванович (?—?).
  - Брат — Потапенко, Павел Иванович (?—?).
  - Брат — Потапенко, Василий Иванович (?—?).
- Жена — Потапенко, Людмила Павловна

## Память
- В честь А. И. Потапенко в монастыре «Нило-Столобенская пустынь» проходила межрегиональная научно-практическая конференция, посвященная его 100-летию[10]
- Винодельня "Юбилейная" (в н.в. принадлежит Абрау-Дюрсо, подразделению Abrau Estates) использует сорт А.И. Потапенко Амурский Потапенко-3[11]